# Rogóźno (Widawa)
Rogóźno [rɔˈɡuʑnɔ] ist ein Dorf in der Gmina Widawa, in der polnischen Woiwodschaft Łódź. Es liegt 3 km östlich von Widawa, 20 km südwestlich von Łask (Lask) und 52 km südwestlich von Łódź (Lodz).